# 等离子激元

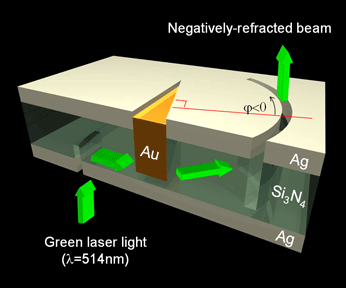
促进可见光谱中负折射的质子波导设计

等离子激元或纳米等离子激元是指沿纳米尺度的金属-电介质界面产生、检测和操纵光频率的信号。 等离子激元顺应了光学器件小型化的趋势，并可应用于传感、显微镜、光通信和生物光子学中。 

## 原理
等离子体激元通常利用的表面等离子体激元 (SPPs)  ，它是金属表面电子在外界电磁场作用下产生集体振荡的现象。 SPP 模式强烈地受限在它们的支持界面，特别是金属中的电子气体随电磁波振荡。由于移动中电子被散射，等离子体信号通常有较大的欧姆损耗，这导致了信号传输距离被限制在亚厘米范围内 。除了 SPP，由金属纳米颗粒支持的局部表面等离子体模式被称为等离子体模式。这两种模式的共同特点是动量值大，这使得光子态的局部密度得到强烈的共振增强， 可以用来增强光电器件的弱光学效应。

## 前景和挑战
人们正致力于结合等离子体与电路、在电路模拟中结合电子的尺寸效率和积体光学的数据承载力。随着用于电路的CMOS节点的栅极长度不断减少、传统PIC的尺寸受到衍射的限制，从而限制了电路的进一步集成。等离子激元可以弥补这种电路和光学器件上的不匹配。同时，光子学和等离子学可以相互补充，因为在适当的条件下，光信号可以转换为SPP，反之亦然。
阻碍等离子电路可行的最大问题之一是表面等离子的传播长度短。通常情况下，表面等离子在阻尼信号衰减之前的传播距离只有几毫米。这主要是由于欧姆损失，电场越深入金属欧姆损失就越严重。研究人员正试图通过研究各种材料、几何形状、频率和它们各自的特性来减少表面等离子体传播的损失。新期望的低损耗等离子体材料包括金属氧化物和氮化物以及石墨烯。更多设计自由度的关键是改进的制造技术，通过减少材料表面粗糙度进一步降低损失。
另一个可以预见的障碍是等离子电路的发热；等离子电路中的热量可能会或可能不会超过复杂电子电路产生的热量。最近有人提出通过设计支持受困的光学涡流来减少等离子体网络中的发热，这些涡流使光功率流在粒子间的间隙中循环，从而减少吸收和欧姆发热。除了发热，在不大幅减少幅度和传播长度的情况下，也很难改变电路中等离子体信号的方向。对于弯曲传播方向的问题，一个聪明的解决方案是使用布拉格反射镜来调整信号在特定方向上的角度，甚至用作信号的分离器。最后，等离子学在热发射操纵和热辅助磁记录方面的新兴应用，利用金属中的欧姆损耗来获得具有新的增强功能的设备。

## 波导

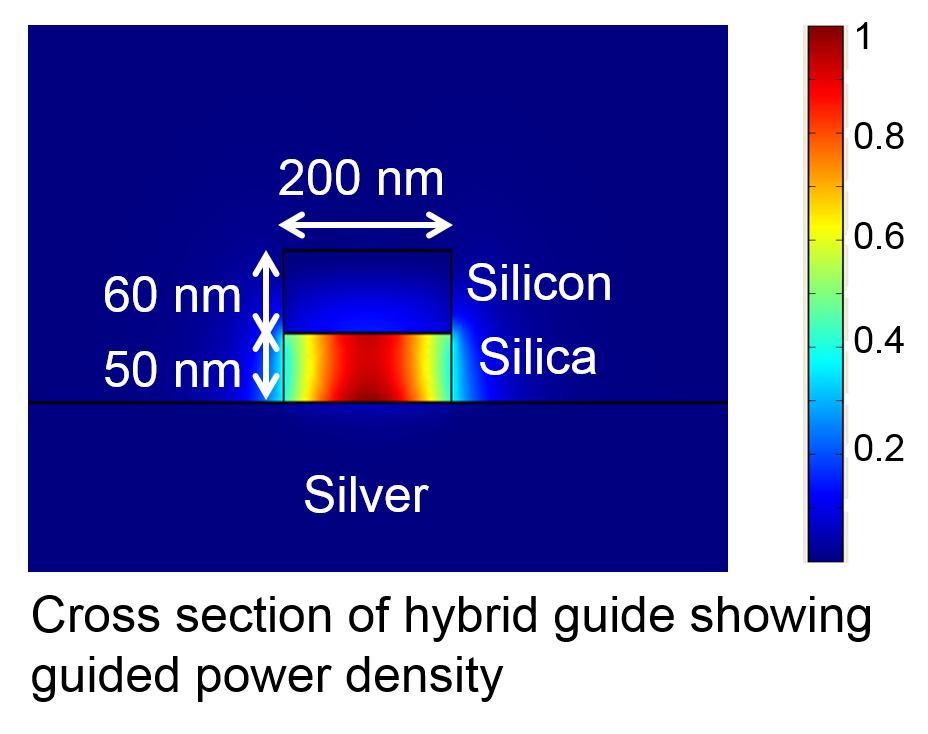
混合等离子体波导上的场分布

最佳的质子波导设计力争最大化表面质子在质子电路中的限制和传播长度。表面等离子体极子的特点是一个复杂的波矢、有平行于和垂直于金属-介质界面的分量。波向量分量的虚部与SPP的传播长度成反比，其实部定义了SPP的约束。SPP的色散特性取决于组成波导的材料的介电常数。表面等离子体极子波的传播长度和限制是成反比的。因此，更强的模式限制通常会导致更短的传播长度。一个实际可用的表面等离子体电路的构建在很大程度上取决于传播和限制之间的妥协。最大化限制和传播长度有助于减轻选择传播长度而不是限制的缺点，反之亦然。为了追求具有强封闭性和足够传播长度的等离子体电路，已经有多种类型的波导，一些最常见的类型包括绝缘体-金属-绝缘体（IMI）、金属-绝缘体-金属（MIM）、介质负载表面等离子体（DLSPP）、间隙等离子体（GPP）、通道等离子体（CPP）、楔形表面等离子体（wedge）以及混合光-等离子体波导和网络。伴随着SPP在金属中传播的耗散损失可以通过增益放大或将其与光纤和耦合共振器波导等光子元件组合成混合网络来缓解。这种设计可以产生前面提到的混合等离子体波导，它在光的衍射极限的十分之一的范围内表现出亚波长模式，同时还有可接受的传播长度。
等离子体电路的输入和输出端口将分别接收和发送光信号。为此，光信号与表面等离子体的耦合和去耦合是必要的。 表面等离子体的色散关系完全低于光的色散关系，这意味着要发生耦合，输入耦合器应提供额外的动量，以实现入射光与等离子体电路中发射的表面等离子体激元波之间的动量守恒. 对此有几种解决方案，包括在金属表面使用介电棱镜、光栅或局部散射元件，通过匹配入射光的动量和表面等离子体来帮助诱导耦合。 在创建表面等离子体并将其发送到目的地后，它可以转换为电信号。这可以通过在金属平面中使用光电探测器来实现，或者将表面等离子体解耦为自由传播的光，然后可以将其转换为电信号。 或者，可以将信号输出耦合到光纤或波导的传播模式中。

## 有源设备
在过去的50年里，表面等离子所取得的进展导致了各种类型的装置的发展，包括有源和无源装置。有源器件中最突出的几个领域是光学、热光学和电光学。全光器件在用作调制器时已表现出成为信息处理、通信和数据存储的可行来源的能力。例如，通过硒化镉量子点将两束不同波长的光转换为共同传播的表面等离子，展示了两束光的相互作用。电光设备在调制器的形式上也结合了光学和电学设备的各个方面。具体来说，电光调制器已经被设计成依靠长程表面等离子（LRSP），使用蒸发耦合的谐振金属光栅和纳米线。同样，热光学装置，其中包含一种介质材料，其折射率随着温度的变化而变化，除了定向耦合器开关外，也被用作SPP信号的干涉调制器。一些热光学装置已被证明是利用沿金条的LRSP波导，这些金条被嵌入聚合物中并被电信号加热，作为调制和定向耦合器开关的一种手段。另一个潜在的领域是在纳米级光刻、探测和显微镜等领域中使用spasers。

## 无源设备
有源元件在等离子体电路的使用中发挥着重要作用，无源电路同样不可或缺，而且制作困难。许多无源元件（例如棱镜、透镜和分束器）可以在等离子体电路中实现，但纳米级的制造被证明不仅困难而且会产生不利的影响。在使用具有不同折射率的折射元件时，由于去耦可能会发生明显的功率损失。一些步骤已被采取来最小化损失并最大化光子组件的紧凑性。一个这样的步骤依赖于使用布拉格反射器或一系列平面组成的镜子来控制表面等离子体束。优化后，布拉格反射器可以反射近 100% 的输入功率。 另一种用于制造紧凑型光子组件的方法依赖于 CPP 波导，因为它们在电信波长内显示出强大的封闭性且有可接受的损失（小于3dB）。 在使用无源器件和有源器件方面最大化损耗和紧凑性，为等离子体电路的使用创造了更多潜力。